# Kościół Wniebowzięcia Najświętszej Marii Panny w Mórce
Kościół Wniebowzięcia Najświętszej Marii Panny w Mórce – zabytkowy kościół parafialny w Mórce, w powiecie śremskim, w województwie wielkopolskim.

## Historia
Poświęcenia kościoła dokonano 10 listopada 1680. Początkowo kościół miał wezwanie Wszystkich Świętych, które zostało zmienione na „Wniebowzięcia Najświętszej Marii Panny” w 1725.

## Architektura
Kościół jest obiektem drewnianym, konstrukcji szkieletowej wypełnionej gliną, oszalowanym, jednonawowym, z końca XVII wieku, z wieżą z 1725. W barokowym ołtarzu znajduje się obraz Matki Boskiej z Dzieciątkiem z XVII stulecia. Jak głosi legenda pochodzi on ze spalonego kościoła ze wsi Podgórka, istniejącej w pobliżu. W ołtarzach bocznych z początku XIX wieku mieszczą się obrazy Wszystkich Świętych oraz Św. Anny nauczającej Marie. Do wyposażenia kościoła należy barokowa chrzcielnica, klasycystyczna ambona i żelazne drzwi do zakrystii z listwową kratownicą. Na suficie nad prezbiterium znajduje się dekoracja malarska przedstawiająca Ewangelistów, a nad nawą ośmiu polskich świętych.
Kubatura nawy z chórem wynosi około 900 m³, a wieży – około 840 m³. Powierzchnia użytkowa nawy z chórem wynosi natomiast 100 m², wieży – 57 m², a aneksów – 50 m². Powierzchnia terenu zabudowanego, na którym wznosi się obiekt wynosi 0,1554 ha. 
Przed kościołem stoi pomnik poświęcony Janowi Pawłowi II.

## Otoczenie
Przy kościele stoi brama w formie dzwonnicy parawanowej z XIX wieku, z zawieszonymi dwoma dzwonami z 1612. Ponadto w pobliżu świątyni znajdują się plebania z ok. 1900, kaplica oraz cmentarz przykościelny. Przed plebanią rosną dwa cypryśniki o obwodzie 100 i 125 cm. Przy ścianie kościelnej stoi kamienny nagrobek ks. Pawła Roszaka, proboszcza móreckiego, który zmarł 28 stycznia 1879.